# 聖庫尼伯特教堂

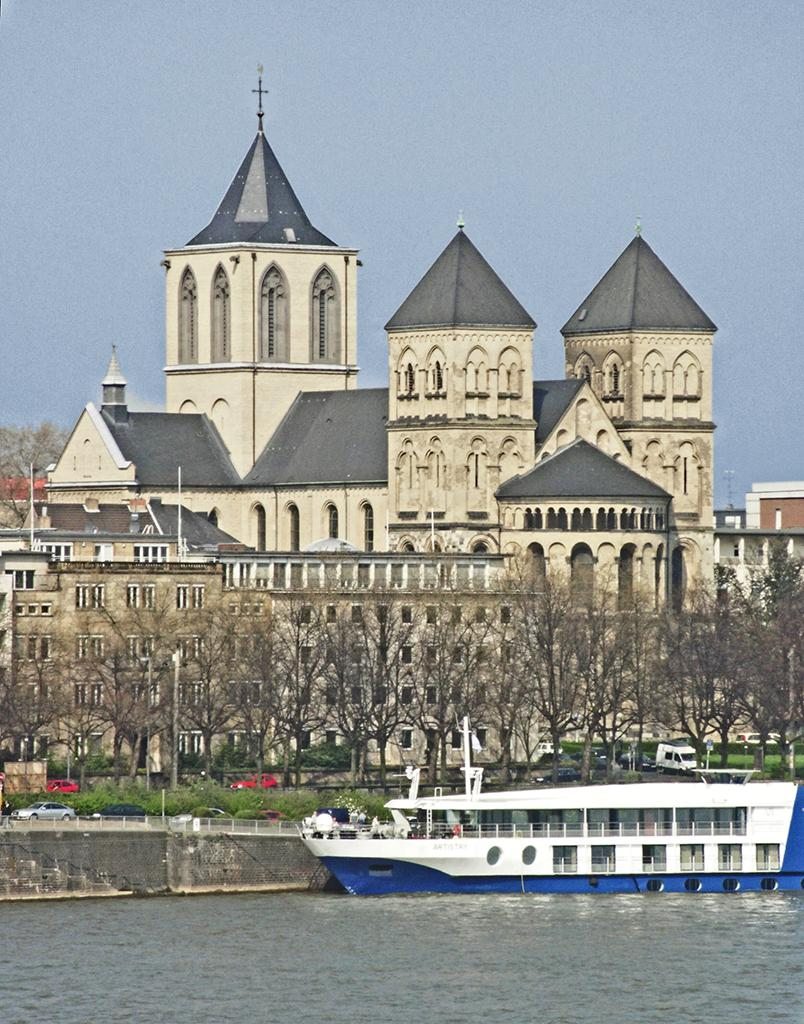
圣库尼伯特教堂

聖庫尼伯特教堂（德語：St. Kunibert）是位於德國城市科隆的一座教堂，也是科隆的十二座羅馬式教堂中最年輕的一座，奉獻於1247年（這一年也是科隆大教堂動工的前一年）。教堂在二戰期間嚴重受損，但在戰後得到了修復。